# Roure de la Senyora
El Roure de la Senyora o Roure del Vilar (Quercus pubescens) és un arbre que es troba a Sant Boi de Lluçanès (el Lluçanès, tot i que adscrit administrativament a Osona) i un dels roures amb la capçada més extensa de tot Catalunya.

## Dades descriptives
- Perímetre del tronc a 1,30 m: 4 m.
- Perímetre de la base del tronc: 7,66 m.[1]
- Alçada: 15 m.
- Amplada de la capçada: 29,3 m.
- Altitud sobre el nivell del mar: 855 m.

## Entorn
S'ubica a la base d'un pendent rocallós. L'entorn està molt ordenant i sota la capçada hi ha bancs de repòs ben disposats. Alguna de les branques està suportada per tutors. Davant de l'arbre, s'obre un camp de cereals de secà. Al fons es veu la imponent masia pairal fortificada del Vilar. Hi ha certa diversitat de gramínies de prat, all boscà, fonoll, vidalba, heura, gavarra, esbarzer, sajolida, botja d'escombres, ginebró, robínia i freixe de fulla gran. Més enllà de la fauna pròpia d'aquest tipus d'hàbitat (com les aloses, els cruixidells i les guatlles), s'hi pot observar l'àliga marcenca a l'estiu i, molt a prop, una població excepcional de picot negre.

## Aspecte general
Mostra una densitat de capçada feble, el seu fullatge no està en plenitud, tot i que l'aspecte global és bo. No presenta atacs visibles -únicament petites galeries en talls molts vells-, tot i això és possible observar algun exemplar de banyarriquer al seu tronc principal. S'hi han fet actuacions de poda de reducció de densitat a la capçada, algunes de les quals han produït talls de diàmetre superior als 20 cm, els quals podrien ser vectors de malalties o plagues de cara al futur.

## Curiositats
Conta la tradició que la senyora Lotgarda de Perdals, de la qual prengué el nom, tenia molta estimació pel roure i passava llargues estones a la seva ombra llegint o fent labors de ganxet. És un arbre catalogat com a monumental des del 30 d'agost del 1988 a causa de les seues dimensions i antiguitat (hom creu que pot tindre més de 500 anys).

## Accés
A la carretera BV-4608, que duu a Sant Boi de Lluçanès, s'ha de trencar al punt quilòmetric 2,5 cap a l'esquerra, a la pista que duu al Vilar, passar pel mas del Vilar i seguir uns 200 metres fins a albirar a la nostra esquerra aquest roure. GPS 31T 0429737 4657434.